# 6355 Univermoscow
6355 Univermoscow è un asteroide della fascia principale del diametro medio di circa 28,38 km. Scoperto nel 1969, presenta un'orbita caratterizzata da un semiasse maggiore pari a 3,2014479 UA e da un'eccentricità di 0,0772387, inclinata di 22,39739° rispetto all'eclittica.